# Jorge Luis Villanueva Badilla
Jorge Luis Villanueva Badilla (Cartago, 24 de febrero de 1928 - 10 de febrero de 2018) fue un político y abogado costarricense. Fue diputado tres veces e incluso ejerció la presidencia de la Asamblea Legislativa durante la administración de Luis Alberto Monge.

## Biografía
Villanueva Badilla nació en Cartago, el 24 de febrero de 1928. Se casó con Teresita Monge Arias y es padre de Zarela, Teresita, Rosa, Circe, Luis Gerardo, Djenane y Lucía Villanueva Monge. Su hijo Luis Gerardo, ha sido diputado y presidente del Congreso, su hija Zarela fue magistrada y presidente de la Corte Suprema de Justicia
Durante la guerra civil entre las fuerzas caldero-comunistas y figueristas, Villanueva fue integrante del Ejército de Liberación Nacional en las Brigadas de Choque y luego fue teniente del batallón Carlos Manuel Valverde que se oponía al gobierno de Teodoro Picado Michalski, presidente proveniente del calderonismo. Tras la guerra militó en el Partido Liberación Nacional.

## Fallecimiento
Falleció en Cartago, el 10 de febrero de 2018 a los 89 años de edad.